# Grand Prix automobile d'Europe 2003
GP précédent GP suivant
Le Grand Prix automobile d'Europe 2003 (2003 Allianz Grand Prix of Europe), disputé sur le Nürburgring en Allemagne le 29 juin 2003, est la 706e épreuve du championnat du monde de Formule 1 courue depuis 1950 et la neuvième manche du championnat 2003.

## Classement
| Pos  | N° | Pilote                | Écurie           | Tours | Temps/Abandon                      | Grille | Points |
| ---- | -- | --------------------- | ---------------- | ----- | ---------------------------------- | ------ | ------ |
| 1    | 4  | Ralf Schumacher       | Williams-BMW     | 60    | 1 h 34 min 43 s 622 (195,633 km/h) | 3      | 10     |
| 2    | 3  | Juan Pablo Montoya    | Williams-BMW     | 60    | + 16 s 821                         | 4      | 8      |
| 3    | 2  | Rubens Barrichello    | Ferrari          | 60    | + 39 s 673                         | 5      | 6      |
| 4    | 8  | Fernando Alonso       | Renault          | 60    | + 1 min 05 s 731                   | 8      | 5      |
| 5    | 1  | Michael Schumacher    | Ferrari          | 60    | + 1 min 06 s 162                   | 2      | 4      |
| 6    | 14 | Mark Webber           | Jaguar-Cosworth  | 59    | + 1 tour                           | 11     | 3      |
| 7    | 17 | Jenson Button         | BAR-Honda        | 59    | + 1 tour                           | 12     | 2      |
| 8    | 9  | Nick Heidfeld         | Sauber-Petronas  | 59    | + 1 tour                           | 20     | 1      |
| 9    | 10 | Heinz-Harald Frentzen | Sauber-Petronas  | 59    | + 1 tour                           | 15     |        |
| 10   | 15 | Antônio Pizzonia      | Jaguar-Cosworth  | 59    | + 1 tour                           | 16     |        |
| 11   | 12 | Ralph Firman          | Jordan-Ford      | 58    | + 2 tours                          | 14     |        |
| 12   | 11 | Giancarlo Fisichella  | Jordan-Ford      | 58    | + 2 tours                          | 13     |        |
| 13   | 18 | Justin Wilson         | Minardi-Cosworth | 58    | + 2 tours                          | 19     |        |
| 14   | 19 | Jos Verstappen        | Minardi-Cosworth | 57    | + 3 tours                          | 18     |        |
| 15   | 5  | David Coulthard       | McLaren-Mercedes | 56    | + 4 tours                          | 9      |        |
| Abd. | 21 | Cristiano da Matta    | Toyota           | 53    | Moteur                             | 10     |        |
| Abd. | 16 | Jacques Villeneuve    | BAR-Honda        | 51    | Boîte de vitesses                  | 17     |        |
| Abd. | 7  | Jarno Trulli          | Renault          | 37    | Pression d'essence                 | 6      |        |
| Abd. | 20 | Olivier Panis         | Toyota           | 37    | Sortie de piste                    | 7      |        |
| Abd. | 6  | Kimi Räikkönen        | McLaren-Mercedes | 25    | Moteur                             | 1      |        |

## Pole position et record du tour
- Pole position :  Kimi Raïkkönen (McLaren-Mercedes) en 1 min 31 s 523 (202,493 km/h)[1].
- Meilleur tour en course :  Kimi Raïkkönen (McLaren-Mercedes) en 1 min 32 s 621 (200,093 km/h) au quatorzième tour[2].

## Tours en tête
- Kimi Raïkkönen (McLaren-Mercedes) : 20 tours (1-16 ; 2-25)
- Ralf Schumacher (Williams-BMW) : 40 tours (17-21 ; 26-60)[3].

## Statistiques
Le Grand Prix d'Europe 2003 représente :
- la 1re pole position de Kimi Raïkkönen[4] ;
- la 5e victoire de Ralf Schumacher[5] ;
- la 110e victoire pour Williams en tant que constructeur[6] ;
- la 16e victoire pour BMW en tant que motoriste[7] ;